# Chacolí de Álava
Chacolí o Txakoli de Álava (en euskera Arabako Txakolina) es una denominación de origen española para el vino chacolí originario de la zona vitícola del Valle de Ayala, en Álava. A esta denominación pertenecen los municipios de Amurrio, Arceniega, Ayala, Llodio y Oquendo. Fue establecida en 2001 y tiene us sede en Amurrio.
Álava es sobre todo conocida por sus vinos tintos producidos en los viñedos riojanos. Sin embargo, en 2001 se tomó la iniciativa de registrar la denominación de origen Chacolí de Álava. Se cree que el término "chacolí" puede significar "vino de caserío" o "vino que se hace en el caserío", según el doctor Juan Urueña. De cualquier forma se trata de un producto relacionado con el País Vasco y más concretamente con su zona costera, debido a las peculiaridades climáticas y de suelo, características de esta área geográfica y necesarias para su producción.
Los primeros testimonios escritos hallados muestran que ya en el siglo IX la producción de txakoli en Álava era práctica común y generalizada entre los agricultores en el Valle de Ayala particularmente en Amurrio, Llodio y Ayala. En el cartulario de Valpuesta aparece una referencia en el año 864 de viñas en Retes de Tudela (Arceniega) bajo el reinado del rey asturiano Ordoño I, también en el cartulario de San Millán de la Cogolla, aparecen referencias escritas de que en el año 964 se cultivaban en la Tierra de Ayala vides para la elaboración de vino y concretamente hay fechada una donación de viñedos al desaparecido monasterio de san Victor del barrio de Gardea en Llodio .
Los vinos producidos son de similares características a los chacolís de las otras denominaciones de origen vascas (Chacolí de Bizkaia y Chacolí de Getaria). Se trata de caldos de un color amarillo característico, notable acidez, frescos y ligeramente espumosos. Pueden adquirirse, además de en el País Vasco, en establecimientos especializados en las principales ciudades españolas o degustarse en los restaurantes vascos de todo el mundo.

## El entorno
Los viñedos reciben la influencia climática del océano Atlántico con unas precipitaciones medias anuales de 899 L y temperaturas medias que van de los 7,5 °C a los 18,7 °C, con riesgo de heladas de primavera en las laderas de Sierra Salvada.

## Uvas
Tintas
- Hondarribi Beltza

Blancas
- Hondarribi Zuri
- Gross Manseng
- Petit Manseng
- Petit Corbu

## Añadas
- 2010: MUY BUENA
- 2011: EXCELENTE
- 2012: EXCELENTE
- 2013: MUY BUENA
- 2014: MUY BUENA

## Bodegas
- Arabako Txakolina, S.L.
- Agroturismo El Txakoli
- Beldio Txakolina
- Okendo Txakolina
- Txakoli Gárate
- Artomana Txakolina S.L
- Arzabro Txakolina
- Goianea S. COOP. Ltda.